# Сингх, Вишванат Пратап
Вишванат Пратап Сингх (хинди विश्वनाथ प्रताप सिंह; 25 июня 1931, Аллахабад — 27 ноября 2008, Нью-Дели) — индийский государственный и политический деятель.

## Биография
Учился в университетах Пуны и Аллахабада, где изучал право. В 1969—1971 и 1980—1983 — депутат ассамблеи штата Уттар-Прадеш. Был членом ИНК (И), членом совета партии и парламентским организатором. В 1971—1977 — депутат Лок сабхи, в 1983—1985 — Раджья сабхи. В 1976—1977 — министр торговли.
В 1980—1982 годах — главный министр штата Уттар-Прадеш.
В 1984—1987 годах — министр финансов Индии. Находясь на этом посту, он нанял американское детективное агентство, чтобы расследовать факт наличия незаконных финансовых активов в иностранных банках у ряда видных индийских политиков, некоторые из которых были близки к премьер-министру Радживу Ганди. Это расследование вызвало раздражение Ганди, и в январе 1987 года Сингх был переведён на пост министра обороны, который занимал, однако, лишь с января по апрель 1987 года. Отставка с поста министра обороны связана с начатым им очередным антикоррупционным расследованием (см. дело Бофорса). На этот раз речь шла о взятках, выплаченных высокопоставленным индийским политикам при закупке индийским флотом западногерманских субмарин.
В июле 1987 года исключён из ИНК. Популярность Сингха как политика заметно выросла после его отставки, и он создал союз центристских оппозиционных партий, названный Национальным Фронтом.
После всеобщих выборов декабря 1989 года смог сформировать коалиционное правительство, в котором оставил за собой посты министра обороны, министра атомной энергии. Однако внутренние конфликты внутри коалиции привели к скорому падению правительства Сингха, которому парламентом Индии было отказано в вотуме доверия 7 ноября 1990 года.